# Conrad Rautenbach
Conrad Rautenbach (12 november, 1984) is een Zimbabwaans rallycoureur. Momenteel komt hij uit in het WRC voor het Citroën Junior Team. Zijn navigator is Daniel Barritt. In 2007 werd hij Afrikaans rallykampioen met een Subaru Impreza WRX STi.
In 2009 komt Rautenbach voor het eerst uit met een zogenaamde fabrieksauto. Hij rijdt voor het junior team van Citroën. Voorheen schreef hij zich altijd in voor de rally's met een privé auto.

## Resultaten
Rautenach wist nog nooit een WRC rally te winnen. Zijn beste klassering is een vierde plaats tijdens de Rally van Argentinië in 2004. In zijn gehele carrière pakte hij tot op heden 15 punten.

## Trivia
- Conrads vader Billy Rautenbach was ook rallycoureur. Hiernaast was hij betrokken bij het regime van dictator Robert Mugabe.